# Sárkeszi, Fejér
Sárkeszi  este un sat în districtul Székesfehérvár, județul Fejér, Ungaria, având o populație de 603 locuitori (2011). 

## Demografie
Componența etnică a satului Sárkeszi
     Maghiari (99,37%)
     Romi (0,63%)
Componența confesională a satului Sárkeszi
     Reformați (19,73%)
     Fără religie (13,1%)
     Necunoscută (66,67%)
     Luterani (0,5%)
     Alte religii (1%)
Conform recensământului din 2011, satul Sárkeszi avea 603 locuitori. Din punct de vedere etnic, majoritatea locuitorilor (99,37%) erau maghiari. Nu există o religie majoritară, locuitorii fiind reformați (19,73%) și persoane fără religie (13,1%). Pentru 66,67% din locuitori nu este cunoscută apartenența confesională.